# 経机

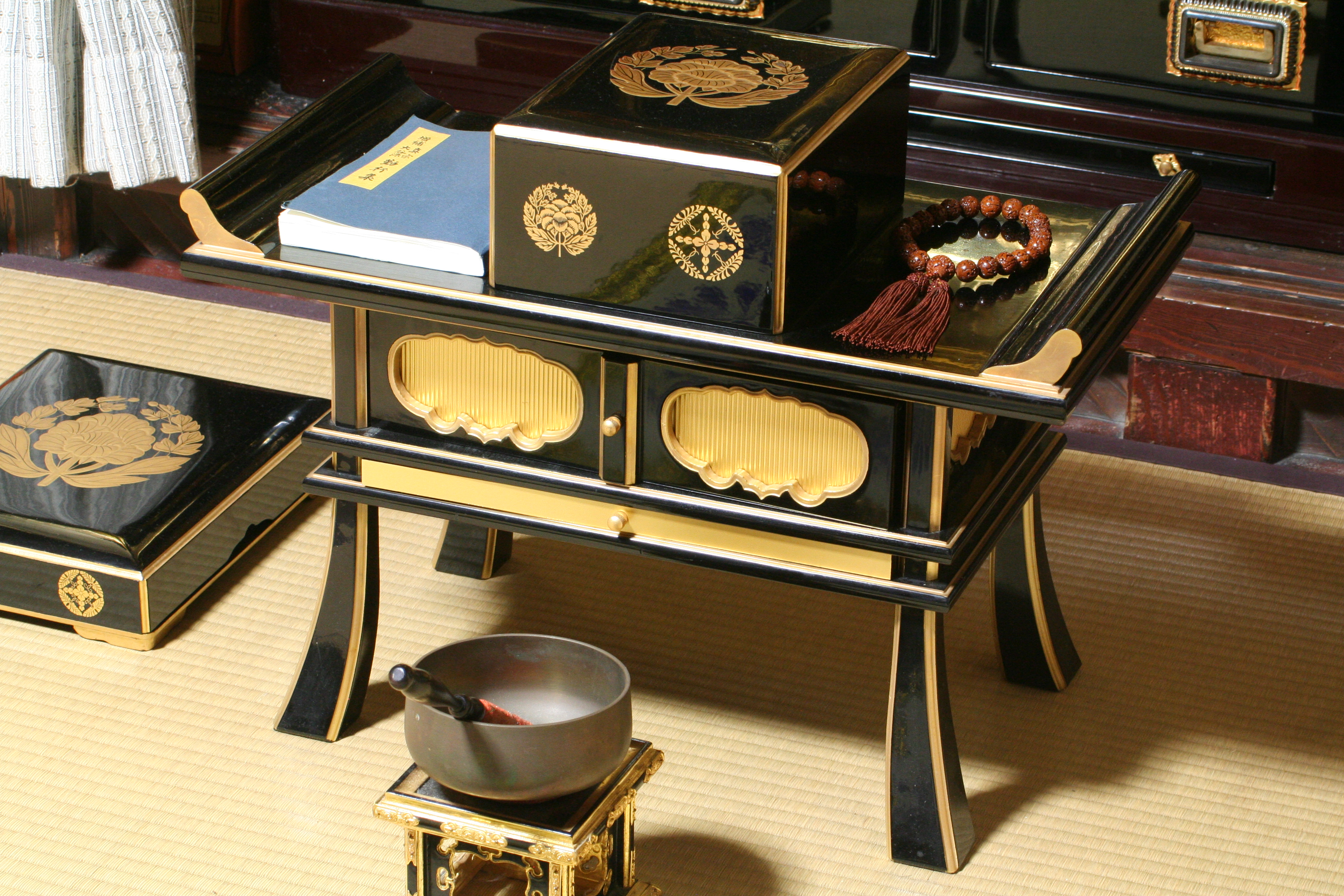
一般家庭などにある経机

経机（きょうつくえ）とは、読経の際に経典をのせる机。寺院本堂及び、仏壇の前に置かれる仏具の一種。黒または朱塗りの漆塗りのものと、唐木のものがある。また葬儀における祭壇及び、中陰壇の前には、白木のものを用いる。

## 経机の機能
本来は経典をのせる為のものであるが、在家の仏壇の前においては、花立・香炉・火立・鈴などの仏具を上にのせ、仏具置き台として用いることが多い。
サイズ表記は尺貫法で表され、天板の巾を測る。大きさは尺二寸（36cm）～三尺（90cm）程度。